# Michèle Alliot-Marie

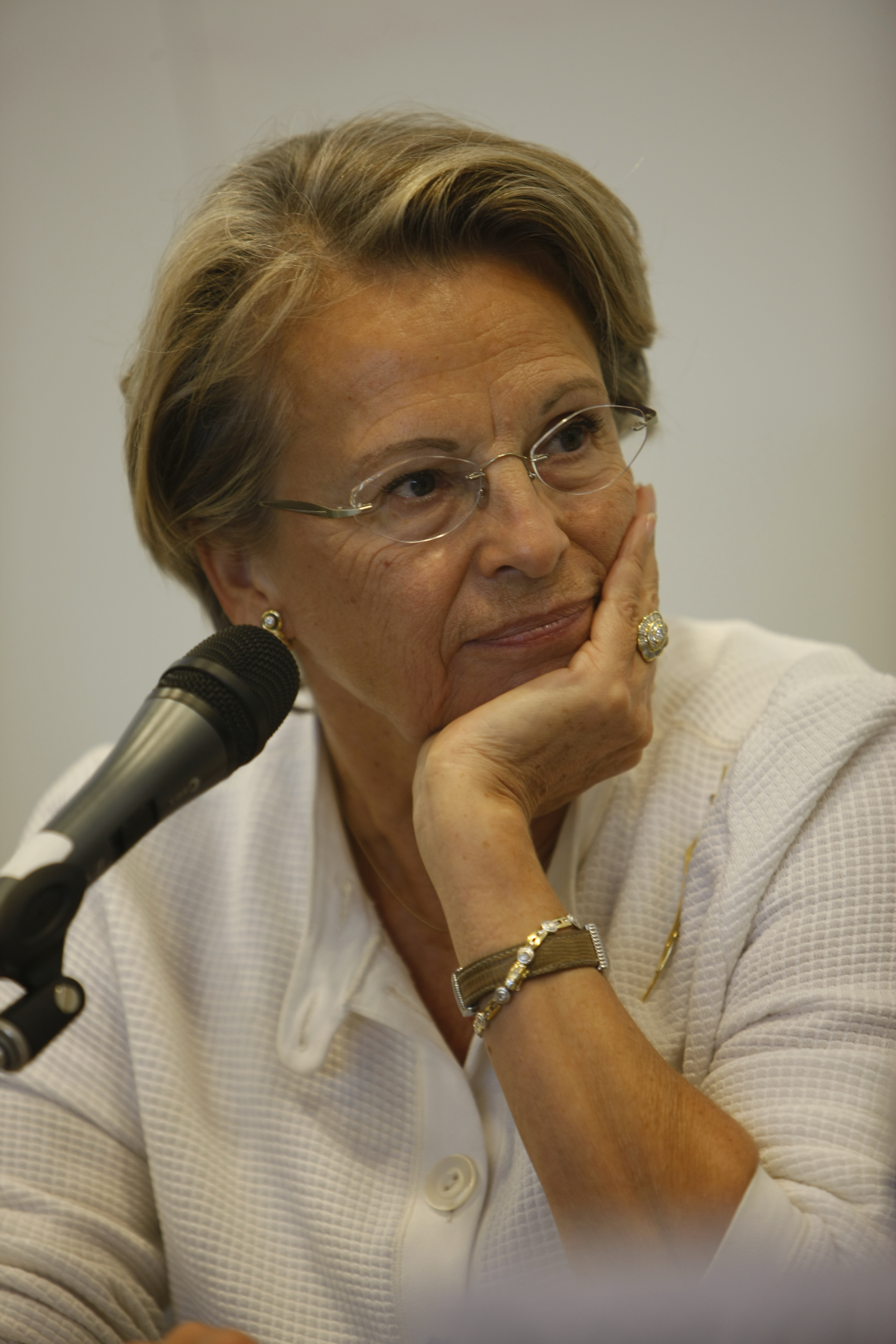
Michèle Alliot-Marie (2009)

Michèle Jeanne Honorine Alliot-Marie (* 10. September 1946 in Villeneuve-le-Roi, Département Seine-et-Oise, heute Département Val-de-Marne) ist eine französische Politikerin (RPR, UMP). Sie war im Verlauf ihrer Karriere Ministerin für Jugend und Sport (1993–1995), Verteidigung (2002–2007), Inneres (2007–2009), Justiz (2009–2010) und Auswärtige Angelegenheiten (2010–2011). Von 1999 bis 2002 war sie die letzte Vorsitzende der gaullistischen Partei Rassemblement pour la République.

## Politische Laufbahn
Ihr Vater Bernard Marie (1918–2015) war Rugbyschiedsrichter und Politiker, Abgeordneter in der Nationalversammlung (1967–1981) und Bürgermeister von Biarritz (1977–1991). Michèle Marie studierte an der juristischen und der geisteswissenschaftlichen Fakultät der Universität Paris (Sorbonne) und schloss mit Diplômes d’études supérieures in Privatrecht, Politikwissenschaft und Rechtsgeschichte sowie einer Maîtrise in Ethnologie ab. Sie wurde 1973 an der Universität Panthéon-Assas (Paris II) zum Doktor des Rechts promoviert und verteidigte 1982 an der Université Paris 1 Panthéon-Sorbonne ihre Thèse d’Etat in Politikwissenschaft. 
Von 1970 bis 1984 war sie wissenschaftliche Assistentin an der juristischen Fakultät der Universität Paris 1, dann lehrte sie bis 1986 als Maître de conférences (Dozentin) für öffentliches Recht. Außerdem ist sie als Rechtsanwältin zugelassen. Der damalige Sozialminister Edgar Faure holte Alliot-Marie 1972 als Fachberaterin in sein Ministerium, eine entsprechende Position hatte sie 1974–76 auch unter dem Staatssekretär für die Universitäten Jean-Pierre Soisson. Von 1976 bis 1978 war sie Büroleiterin (directrice de cabinet) der Staatssekretärin für Universitäten Alice Saunier-Seïté. In der Privatwirtschaft war sie von 1979 bis 1985 Mitglied des Verwaltungsrates bzw. Präsidentin und Generaldirektorin (PDG) der Gesellschaft Uta-Indemnité.
Michèle Marie heiratete 1971 den 22 Jahre älteren Juraprofessor Michel Alliot. Das Paar ließ sich 1984 scheiden, sie behielt jedoch ihren Doppelnamen. Seit 1988 ist ihr Politiker- und Parteikollege Patrick Ollier ihr Lebensgefährte. 
Alliot-Marie begann ihre politische Karriere in der von Jacques Chiracs geführten, neogaullistischen Partei Rassemblement pour la République (RPR). Ab 1981 gehörte sie dem nationalen Sekretariat und ab 1991 dem politischen Büro des RPR an. Ihr erstes öffentliches Mandat war als Gemeinderätin von Ciboure im Département Pyrénées-Atlantiques (1983–88). Sie wurde 1986 für den 6. Wahlkreis des Départements Pyrénées-Atlantiques in die französische Nationalversammlung gewählt. Auf das Mandat verzichtete sie jedoch, als sie 1986–1988 Staatssekretärin für Unterricht im Ministerium für nationale Bildung (unter René Monory) im Cohabitations-Kabinett Chirac II war. Von der Europawahl 1989 bis zu ihrem Mandatsverzicht im März 1993 war sie Abgeordnete des Europäischen Parlaments in der Fraktion der Sammlungsbewegung der Europäischen Demokraten (RDE). 
In der Regierung von Édouard Balladur (1993 bis 1995) leitete Alliot-Marie das Ministerium für Jugend und Sport. Von 1995 bis 2002 war sie erneut Abgeordnete in der Nationalversammlung, dort von 1998 bis 2002 stellvertretende Vorsitzende der RPR-Fraktion, von 1995 bis 2001 außerdem Bürgermeisterin der Kleinstadt Saint-Jean-de-Luz bei Bayonne im französischen Baskenland. Nach den Niederlagen ihrer Partei bei der Parlamentswahl 1997, den Regionalwahlen 1998 und der Europawahl 1999 wurde Alliot-Marie in einer Urwahl der Parteimitglieder im November/Dezember 1999 mit 31 Prozent im ersten Wahlgang und 62,7 Prozent in der Stichwahl (gegen Jean-Paul Delevoye) zur Vorsitzenden des RPR gewählt. Diese Partei führte sie bis zu ihrer Auflösung im November 2002, als das RPR in der neuen Mitte-rechts-Sammelpartei Union pour un mouvement populaire (UMP) aufging. 
Während der zweiten Amtszeit Chiracs als Staatspräsident leitete Alliot-Marie von Mai 2002 bis Mai 2007 das Verteidigungsministerium, zuerst in der Regierung von Jean-Pierre Raffarin und ab 2005 unter seinem Nachfolger Dominique de Villepin. In diesem Amt war sie die erste Frau, zugleich war sie die erste Verteidigungsministerin einer der fünf offiziellen Atommächte. Das Magazin Forbes zählte sie in den Jahren 2005 und 2006 zu den 100 mächtigsten Frauen der Welt. Im Vorfeld der Präsidentschaftswahl 2007 wurde Alliot-Marie zu den présidentiables (potenziellen Präsidentschaftskandidaten) gezählt, Ende Dezember 2006 erklärte sie aber, nicht als Kandidatin für die UMP antreten zu wollen. Sie schloss zunächst eine unabhängige Kandidatur nicht aus, verzichtete aber zugunsten des späteren Wahlsiegers Nicolas Sarkozy, um die Siegeschancen der Konservativen nicht zu schmälern. 
Vom 18. Mai 2007 bis zu einer Kabinettsumbildung im Juni 2009 agierte sie in der Regierung Fillon als Ministerin für innere Angelegenheiten, Übersee und Gebietskörperschaften, danach als Justizministerin. Im November 2010 folgte der Wechsel ins Außenministerium. Damit stand sie nacheinander vier der fünf sogenannten ministères régaliens (klassischen Ressorts) vor. Wie bereits im Verteidigungs- und im Innenministerium war sie auch in diesem Amt die erste Frau. In den Kabinetten Fillon II und Fillon III war sie zudem von 2009 bis 2011 Ministre d’État, d. h. eine der höchstrangigen Minister.
In Kritik geriet Alliot-Marie wegen ihres am 11. Januar 2011 während der Unruhen in Tunesien 2010/2011 in der Nationalversammlung geäußerten Angebots, der tunesischen Regierung unter Zine el-Abidine Ben Ali polizeiliche Hilfe aus Frankreich zukommen zu lassen, um „diese Art von Sicherheitslage zu regeln“. Sie soll mehrmals Urlaub in Tunesien verbracht haben, wo sie im Hotel des tunesischen Geschäftsmannes Aziz Miled logiert habe. Er ließ die französische Außenministerin mit seinem Privatjet in Frankreich abholen. Aziz Miled werden Verbindungen zum Clan der ehemaligen First Lady Leïla Ben Ali nachgesagt. Immobiliengeschäfte, die ihre hochbetagten Eltern, von denen sie auf dieser Reise begleitet worden war, mit Geschäftspartnern aus dem engsten Umfeld des tunesischen Diktators abgeschlossen hatten, sorgten für zusätzliche Kritik. Alliot-Marie nahm hierzu aufgrund der Rücktrittsforderungen der Opposition Stellung und sagte, sie sei getäuscht worden. Am 27. Februar 2011 trat sie von ihrem Ministeramt zurück.